# La Piedra de Cuapa
La Piedra de Cuapa o Monolito de Cuapa es un emblema del municipio de Cuapa. Cuenta más de 150 metros de altura, ubicado a cuatro kilómetros del casco urbano y que le da la bienvenida a la ciudad.
La piedra de Cuapa le pertenece a la familia Sierra, su original dueño es Eugenio Ocón.

## Leyenda
Según un cuento popular nicaragüense, está habitada por una especie de duende. El Duende de la Piedra de Cuapa, o tal vez toda una familia de duendes  Según la leyenda, un duende se enamoró de una joven llamada Flor, el papá tenía un burro, al que lo colocaron en la parte superior de la Piedra. A la mamá de la muchacha no la querían, una vez que ella iba a encender el fuego, se le habían perdido los reales, y para todo le echaba la culpa a los duendes, y grande fue su sorpresa cuando miró los reales envueltos en un papelito donde ella los tenía guardados, que casi se le quemaban; entonces la señora, enojada empezó a hablar mal de los duendes: ‘Estos condenados duendes que mucho molestan...’, y así vivían haciendo zanganadas.Con el tiempo, la familia fue capaz de derrotar a los duendes por música a alto volumen.